# Beteendeanalys
Beteendeanalys (eng. Behavior Analysis) är ett samlingsnamn för förståelse och förändring av beteenden. Syftet är att identifiera socialt och psykologiskt värdefulla beteendemönster. En utgångspunkt är kontingenser för beteenden som innebär att beteendet analyseras i förhållande till miljöfaktorer och den funktion som beteendet fyller. Grundforskningsområdet brukar på engelska benämnas Experimental Behavior Analysis (EBA) och tillämpningsområdet Applied Behavior Analysis (ABA). 
För individer används systematisk träning av färdigheter och miljöförändringar, som ofta utgörs av andra personers beteenden. Ett beteendeanalytiskt program skall vara grundat på empirisk forskning och omfattar observation och mätning av beteenden. En vanlig princip för förändring är positiv förstärkning. 
De principiella grunderna för beteendeanalys kommer från den del av den vetenskapliga psykologin som kallas operant psykologi. Den filosofiska grunden för beteendeanalys är radikal behaviorism (inte att förväxla med till exempel metodologisk behaviorism, så kallad black-box psykologi). B.F. Skinner är frontfiguren när det gäller grundprinciperna, Nathan Azrin har påvisat en rad praktiska tillämpningar liksom ett antal praktiker/forskare, som till exempel Ivar Lovaas som har utvecklat träningsprogram för att hjälpa personer med autism. På senare tid har Steven Hayes bidragit till utveckling av begreppsbildning och metodutveckling, i form av RFT, Relational Frame Theory, som är ett försök att beteendeanalytiskt förstå och förklara kognitioner och språk. 
Beteendeanalys användas i många olika syften, till exempel träning av grundläggande kommunikation bland personer med utvecklingshinder (se exempelvis Intensiv Beteendeterapi för barn med autism), pedagogiska program, behandling av psykiatriska störningar, förändringar i arbetsmiljö (till exempel Behavior-Based Safety; beteendeanalytiskt arbetarskydd) och organisationsutveckling (eng. Organizational Behavior Management - OBM, organisatorisk beteendeanalys). 
Begreppet beteendeanalys används också i snävare mening för den analys av beteenden som görs i syfte att ta fram en plan för åtgärder inom beteendeterapi och vissa delar av den kognitiva beteendeterapin (KBT). En sådan analys kan till exempel gå ut på att kategorisera beteenden i överskott och underskott. Ett annat, ibland synonymt, uttryck för beteendeanalys är funktionell analys, det vill säga att beteendet analyseras utifrån den funktion (effekter, konsekvenser) som det fyller. 

## ABC-analys
ABC-analys  är en form av beteendeanalys som används inom psykoterapi. 
ABC-analys står för Antecedent-Behaviour-Consequence men kallas även SBK-analys och betyder då Signal–Beteende–Konsekvens. Dessa tre delar ingår i en funktionsanalys eller beteendeanalys vilken nyttjas i beteendeterapi och vid beteendestyrning i organisationer (Organisational management).
I en situation finns ett stimulus, eller signal (antecedent), vilket triggar ett visst beteende. Detta i sin tur kan få, eller inte få, konsekvenser. Dessa konsekvenser kan vara positiva eller negativa. Detta beteende kan upprepas om konsekvensen är att slippa en negativ känsla eller att få en positiv känsla. Ett beteende tros kunna förstås och förklaras genom att se på i vilken situation det inträffar samt vilka konsekvenser det har.